# Parigi o cara
Pour plus de détails, voir Fiche technique et Distribution.
Parigi o cara est un film italien de genre réalisé par Vittorio Caprioli, sorti en 1962.
Cette comédie dramatique, tournée à Rome et à Paris, a pour principaux interprètes Franca Valeri, Vittorio Caprioli et Fiorenzo Fiorentini.

## Fiche technique
- Réalisation : Vittorio Caprioli
- Scénario : Vittorio Caprioli, Renato Mainardi, Silvana Ottieri et Franca Valeri
- Société de production : Ajace Produzioni Cinematografiche
- Pays :  Italie
- Genre : Comédie dramatique
- Durée : 106 minutes
- Année de sortie : 1962

## Distribution
- Franca Valeri : Delia Nesti
- Vittorio Caprioli : Avallone
- Fiorenzo Fiorentini : Claudio Nesti
- Margherita Girelli : Grazia
- Antonio Battistella (it) : Antonio
- Nunzia Fumo (it) : Elvira
- Gigi Reder : Il Portinaio
- Greta Gonda

## Crédit d'auteurs
- (en) Cet article est partiellement ou en totalité issu de l’article de Wikipédia en anglais intitulé « Parigi o cara » (voir la liste des auteurs).